# Neoserica vietnamensis
Neoserica vietnamensis är en skalbaggsart som beskrevs av Frey 1969. Neoserica vietnamensis ingår i släktet Neoserica och familjen Melolonthidae. Inga underarter finns listade i Catalogue of Life.